# Miki Manojlović
Miki Manojlović, nome d'arte di Predrag Manojlović (Belgrado, 5 aprile 1950), è un attore serbo.

## Biografia
Fin dai primi anni novanta ha recitato in film realizzati al di fuori della Serbia ed è attivo in produzioni di tutta Europa. Nel 2008 ha partecipato al film I demoni di San Pietroburgo. A febbraio 2009 il governo del suo Paese lo ha nominato presidente del Centro cinematografico serbo.

## Filmografia

### Cinema
- Otpisani, regia di Aleksandar Đorđevic (1974)
- Košava, regia di Dragoslav Lazić (1974)
- Hajka, regia di Živojin Pavlović (1977)
- Posljednji podvig diverzanta Oblaka, regia di Vatroslav Mimica (1978)
- Samo jednom se ljubi, regia di Rajko Grlić (1981)
- Sezona mira u Parizu, regia di Predrag Golubović (1981)
- Sok od šljiva, regia di Branko Baletić (1981)
- Piknik u Topoli, regia di Zoran Amar (1981)
- 13. jul, regia di Radomir Saranović (1982)
- Nešto između, regia di Srđan Karanović (1982)
- U raljama života, regia di Rajko Grlić (1984)
- Papà... è in viaggio d'affari (Otac na sluzbenom putu), regia di Emir Kusturica (1985)
- Tajvanska kanasta, regia di Goran Marković (1985)
- Jagode u grlu, regia di Srđan Karanović (1985)
- Za sreću je potrebno troje, regia di Rajko Grlić (1985)
- Seobe, regia di Aleksandar Petrović (1989)
- Il tempo dei miracoli (Vreme čuda), regia di Goran Paskaljević (1989)
- Un week-end su due (Un week-end sur deux), regia di Nicole Garcia (1990)
- Tango argentino, regia di Goran Paskaljević (1992)
- Tito i ja, regia di Goran Paskaljević (1992)
- Mi nismo anđeli, regia di Srđan Dragojević (1992)
- La Piste du télégraphe, regia di Liliane de Kermadec (1994)
- Underground (Podzemlje), regia di Emir Kusturica (1995)
- Someone Else's America, regia di Goran Paskaljević (1995)
- Portraits chinois, regia di Martine Dugowson (1996)
- Artemisia - Passione estrema (Artemisia), regia di Agnès Merlet (1997)
- Gypsy Magic, regia di Stole Popov (1997)
- Il macellaio, regia di Aurelio Grimaldi (1998)
- Rane, regia di Srđan Dragojević (1998)
- Gatto nero, gatto bianco (Crna macka, beli macor), regia di Emir Kusturica (1998)
- La polveriera (Bure baruta), regia di Goran Paskaljević (1998)
- Emporte-moi, regia di Léa Pool (1999)
- Rien à dire, regia di Vincent Pérez - cortometraggio (1999)
- Amanti criminali (Les amants criminels), regia di François Ozon (1999)
- Épouse-moi, regia di Harriet Marin (2000)
- Sans plomb, regia di Muriel Téodori (2000)
- Mortel transfert, regia di Jean-Jacques Beineix (2001)
- Jeu de cons, regia di Jean-Michel Verner (2001)
- Voci, regia di Franco Giraldi (2001)
- Marinai perduti (Les Marins perdus), regia di Claire Devers (2003)
- Mali svet, regia di Miloš Radović (2003)
- Kako loš son, regia di Antonio Mitrikeski (2003)
- Gate to Heaven, regia di Veit Helmer (2003)
- Hurensohn, regia di Michael Sturminger (2004)
- Ne fais pas ça!, regia di Luc Bondy (2004)
- 100 minuta slave, regia di Dalibor Matanić (2004)
- Mi nismo andjeli 2, regia di Srđan Dragojević (2005)
- Ze film, regia di Guy Jacques (2005)
- L'enfer, regia di Danis Tanović (2005)
- Mathilde, regia di Nina Mimica (2006)
- La fine del mare, regia di Nora Hoppe (2007)
- Klopka, regia di Srđan Golubović (2007)
- Irina Palm - Il talento di una donna inglese (Irina Palm), regia di Sam Garbarski (2007)
- Hadersfild, regia di Ivan Živković (2007)
- Promettilo! (Zavet), regia di Emir Kusturica (2007)
- I demoni di San Pietroburgo, regia di Giuliano Montaldo (2008)
- Na lepom plavom Dunavu, regia di Darko Bajić (2008)
- Svetat e golyam i spasenie debne otvsyakade, regia di Stephan Komandarev (2008)
- Largo Winch, regia di Jérôme Salle (2008)
- Besa, regia di Srđan Karanović (2009)
- Neka ostane medju nama, regia di Rajko Grlić (2010)
- Cirkus Columbia, regia di Danis Tanović (2010)
- The Burma Conspiracy - Largo Winch 2 (Largo Winch 2), regia di Jérôme Salle (2011)
- Sadilishteto, regia di Stephan Komandarev (2014)
- Do balcak, regia di Stole Popov (2014)
- On the Milky Road - Sulla Via Lattea (On the Milky Road), regia di Emir Kusturica (2016)
- Due uomini, quattro donne e una mucca depressa (Como estrellas fugaces), regia di Anna Di Francisca (2017)
- Due sotto il burqa (Cherchez la femme), regia di Sou Abadi (2017)
- Sam samcat, regia di Bobo Jelčić (2018)
- The Bra, regia di Veit Helmer (2018)
- Prílis osobní známost, regia di Marta Ferencová (2020)
- Juzni vetar 2: Ubrzanje, regia di Miloš Avramović (2021)
- Bilo jednom u Srbiji, regia di Petar Ristovski (2022)
- Stric, regia di David Kapac e Andrija Mardešić (2022)
- Trag divljaci, regia di Nenad Pavlović (2022)
- Cuvari formule, regia di Dragan Bjelogrlić (2023)